# Suite logicielle de NetOp
La suite logicielle de Netop est l'ensemble des logiciels qui porte le nom de Netop.

## Netop Remote Control
Netop Remote Control fournit les éléments nécessaires à l'administration d'un réseau : administration à distance avancée et transfert de fichiers, support à distance pour les utilisateurs, inventaire et administration du matériel et des logiciels... Tous ces outils sont inclus dans une seule interface intuitive et entièrement sécurisée par des connexions cryptées, ainsi qu'un système avancé d'authentification et de droits d'accès.
Il permet d'accéder à quasiment tous les systèmes d'exploitation, y compris Windows, Linux, Mac OS X et Solaris. Ce système permet supporte tous les protocoles de communication standard.

## Netop OnDemand
NetOp On Demand permet de créer des sessions de prise en main temporaires sur Internet, sans devoir modifier la configuration du pare-feu. L'utilisateur télécharge simplement un exécutable et reçoit une aide directe du support technique. Le technicien peut voir l'écran de l'utilisateur, contrôler la souris, le clavier et même transférer des fichiers. Lorsque le programme est fermé, il s'efface automatiquement du disque dur de l'utilisateur.
Le module installé sur le poste des administrateurs s'appelle "Invité" (il peut éventuellement s'accompagner d'une passerelle), et le module installé temporairement sur les postes des utilisateurs s'appelle "Hôte". Le tarifs des licences est calculé en fonction du nombre d'invités (techniciens) et non en fonction du nombre d'hôtes.
Avec NetOp On Demand, les techniciens prennent le contrôle des postes des utilisateurs ou clients en toute simplicité, et peuvent résoudre les problèmes rapidement, sans devoir modifier la configuration des pare-feu.

## Netop Mobile & Embedded
NetOp Mobile est une solution complète et fiable d'administration à distance pour PDA, smartphones et systèmes embarqués sous Windows CE et Windows Mobile. NetOp Mobile est basé sur la technologie de NetOp Remote Control, l'une des applications de contrôle à distance les plus primées du marché.
NetOp Mobile est une application permettant aux utilisateurs itinérants de recevoir de l'aide à tout moment, où qu'ils soient : vous évitez ainsi tous les inconvénients liés au support d'appareils mobiles en déplacement constant.
NetOp Mobile se compose de deux applications : un module "invité" installé sur le poste de l'administrateur et un "hôte" installé sur l'appareil mobile.

## Divers
Parmi la liste des ports logiciels attribués par l'IANA, les ports 1970/tcp, udp et 1971/tcp, udp sont officiellement attribués respectivement au transfert de données de NetOp Remote Control et de Data NetOp School.